# Rolf Witting

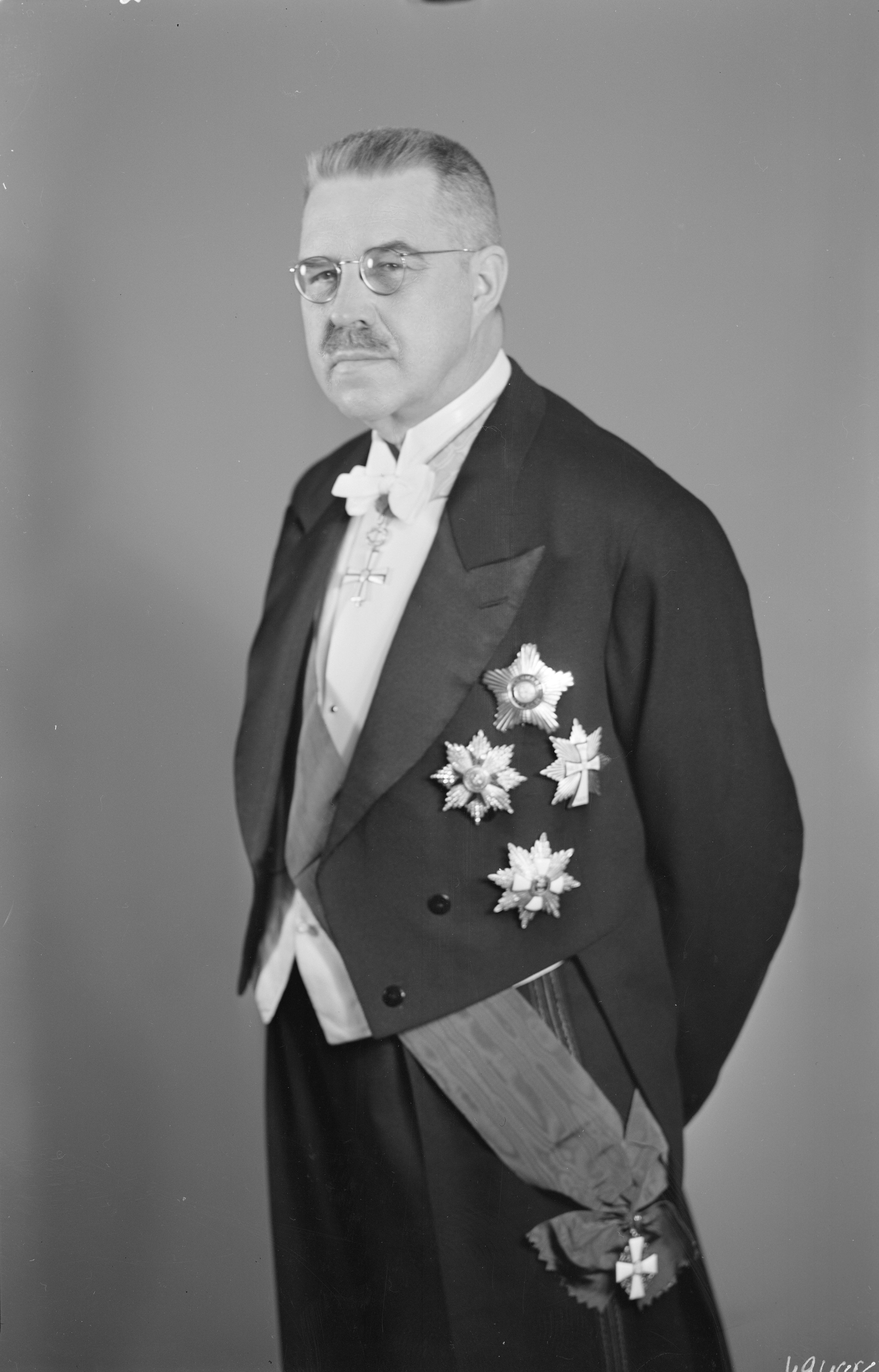
Rolf Witting (1943)

Rolf Johan Witting (* 30. September 1879 in Wyborg, Großfürstentum Finnland; † 11. Oktober 1944 in Porvoo, Südfinnland) war ein finnlandschwedischer Politiker (Schwedische Volkspartei) und Ozeanograph.

## Leben
Rolf Witting wurde 1879 in der südkarelischen Stadt Viborg (finnisch Viipuri, heute russisch Выборг/Wyborg) geboren. 1897 machte er dort sein Abitur. Danach studierte er Geophysik und Geographie an der Universität Helsinki, wo er 1901 „Kandidat der Philosophie“ (schwedisch filosofie kandidat), 1907 „Magister der Philosophie“ (filosofie magister) und 1909 „Lizenziat der Philosophie“ (filosofie licentiat) wurde. 1910 folgte die Promotion (filosofie doktor). Für seine Dissertation wurde ihm 1921 der Staatsrat-Mauritz-Hallberg-Preis verliehen.
1904 heiratete Witting Ellen Julie Elise Neovius. Von 1918 bis 1936 war er Generaldirektor des Finnischen Instituts für Meeresforschung.
1924 wurde er in das Finnische Parlament als Abgeordneter des Wahlkreises Uusimaa/Nyland gewählt. Er war Transportminister vom 22. November 1924 bis zum 31. März 1925 im Kabinett Ingman II sowie vom 4. Juli 1930 bis zum 21. März 1931 im Kabinett Kivimäki.
Er war von 1934 bis 1936 stellvertretender Außenminister und vom 27. März 1937 bis zum 5. März 1943 in den Kabinetten Ryti II und Rangell finnischer Außenminister.
Er verstarb 1944 im Alter von 65 Jahren in Borgå (Porvoo).